# مارتین لوریزن
مارتین لوریزن (انگلیسی: Martin Lauritzen؛ زادهٔ ۱۹۵۲) پژوهشگر علوم اعصاب و از دانش‌آموختگان دانشگاه کپنهاگ اهل کپنهاگ است. وی استاد گروه علوم اعصاب و روان‌شناسی ترجمه در گروه علوم اعصاب، دانشگاه کپنهاگ، دانمارک و استاد روان‌شناسی اعصاب بالینی در گروه نوروفیزیولوژی، ریگسالستان (بیمارستان ملی دانمارک) است.

## زندگی
مارتین یوهانس لوریزن متولد ۱۹۵۲ در کپنهاگ، دانمارک است. وی مدرک پزشکی خود را در سال ۱۹۷۸ و دکترای علوم (D.Med.Sci.) خود را در سال ۱۹۸۸ از دانشگاه کپنهاگ به دست آورد.